# هرتزل شافیر
هرتزل شافیر (انگلیسی: Herzl Shafir؛ ۱۰ ژوئیه ۱۹۲۹ – ۲۶ سپتامبر ۲۰۲۱) سرلشکر نیروهای دفاعی اسرائیل بود، که در فاصله سال‌های ۱۹۷۴ تا ۱۹۷۶ به‌عنوان جانشین رئیس ستاد کل نیروهای دفاعی اسرائیل فعالیت می‌کرد و از ۱۹۸۰ تا ۱۹۸۱ هفتمین رئیس پلیس اسرائیل بود.
شافیر فعالیت نظامی را از سال ۱۹۴۷ در پالماخ آغاز کرد، سپس به هگانا پیوست و پس از شکل‌گیری ارتش اسرائیل فعالیت در این سازمان را ادامه داد. او از ۱۹۶۳ تا ۱۹۶۴ فرمانده تیپ ۷ زرهی هاتیفا شیوا و از ۱۹۶۷ تا ۱۹۶۸ رئیس ستاد فرماندهی مرکزی اسرائیل بود، از ۱۹۶۸ تا ۱۹۶۹ فرماندهی تیپ ۴۶۰ بینئی را برعهده داشت و از ۱۹۶۹ تا ۱۹۷۰ به‌عنوان فرمانده تیپ ۷ زرهی هاتیفا شیوا فعالیت می‌کرد.
وی در فاصله سال‌های ۱۹۷۰ تا ۱۹۷۲ جانشین رئیس اداره عملیات نیروهای دفاعی اسرائیل بود، از ۱۹۷۲ تا ۱۹۷۴ به‌عنوان رئیس اداره نیروی انسانی نیروهای دفاعی اسرائیل فعالیت می‌کرد و از ۱۹۷۶ تا ۱۹۷۸ فرماندهی جنوبی اسرائیل را برعهده داشت.